# Коммунары (Крым)
Коммуна́ры (до 1957 года А́нновка; укр. Комунари, крымскотат. Annovka, Анновка) — село в Красногвардейском районе Республики Крым, входит в состав Калининского сельского поселения (согласно административно-территориальному делению Украины — Калининского сельского совета Автономной Республики Крым).

## Население
| 2001 | 2014 |
| ---- | ---- |
| 698  | ↘598 |

Всеукраинская перепись 2001 года показала следующее распределение по носителям языка
| Язык             | Процент |
| ---------------- | ------- |
| русский          | 59.31   |
| крымскотатарский | 24.64   |
| украинский       | 14.47   |
| белорусский      | 1.15    |

### Динамика численности
| - 1900 год — 103 чел. - 1915 год — 95/76 чел. - 1926 год — 251 чел. - 1931 год — 239 чел. - 1936 год — 192 чел. | - 1989 год — 622 чел. - 2001 год — 698 чел. - 2009 год — 607 чел. - 2014 год — 598 чел. |

## Современное состояние
На 2017 год в Коммунарах числится 6 улиц; на 2009 год, по данным сельсовета, село занимало площадь 45,2 гектара на которой, в 212 дворах, проживало 607 человек. В селе действуют сельский клуб, библиотека, фельдшерско-акушерский пункт,

## География
Коммунары — село в северной части района, в степном Крыму, высота центра села над уровнем моря — 41 м. Соседние сёла: Клепинино в 2,5 км на юг и Калинино в 3,5 км на север. Расстояние до райцентра — около 14 километров (по шоссе), там же ближайшая железнодорожная станция — Урожайная. Транспортное сообщение осуществляется по региональной автодороге 35Н-255 Клепинино — Калинино (по украинской классификации — С-0-10645).

## История
Анновка немецкая, согласно энциклопедическому словарю «Немцы России», основана немцами-меннонитами, в составе Александровской волости Перекопского уезда во второй половине XIX века. В статистических документах впервые встречается в «…Памятной книжке Таврической губернии на 1900 год», согласно которой в деревне числилось 103 жителя без домохозяйств, а 200 десятин деревенской земли принадлежали крупному крымскому землевладельцу Люстиху. По «…Памятной книжке Таврической губернии на 1902 год» в Анновке, приписанной к волости для счёта, числилось 112 жителя в 26 домохозяйствах. По Статистическому справочнику Таврической губернии. Ч.II-я. Статистический очерк, выпуск пятый Перекопский уезд, 1915 год, в деревне Анновка Александровской волости Перекопского уезда числилось 17 дворов (все дворы безземельные, но за селением записано 14000 десятинами удобной земли) с немецким населением в количестве 95 человека приписных жителей и 76 — «посторонних», из которых 95 мужчин и 76 женщин. В хозяйствах имелось 89 лошадей, 68 волов, 79 коров и 115 голов мелкого скота.
После установления в Крыму Советской власти и учреждения 18 октября 1921 года Крымской АССР, в составе Джанкойского уезда был образован Курманский район, в состав которого включили село. В 1922 году уезды получили название округов. 11 октября 1923 года, согласно постановлению ВЦИК, в административное деление Крымской АССР были внесены изменения, в результате которых был ликвидирован Курманский район и село включили в состав Джанкойского. Согласно Списку населённых пунктов Крымской АССР по Всесоюзной переписи 17 декабря 1926 года, в селе Анновка, центре Анновского сельсовета Джанкойского района, числилось 47 дворов, из них 45 крестьянских, население составляло 251 человек. В национальном отношении учтено: 243 немца, 7 русских, 1 записан в графе «прочие», действовала немецкая школа.
Постановлением Президиума КрымЦИКа «Об образовании новой административной территориальной сети Крымской АССР» от 26 января 1935 года был создан немецкий национальный (лишённый статуса национального постановлением Оргбюро ЦК КПСС от 20 февраля 1939 года) Тельманский район (с 14 декабря 1944 года — Красногвардейский) и Анновку, с населением 192 человека, включили в его состав. Вскоре после начала Великой Отечественной войны, 18 августа 1941 года крымские немцы были выселены, сначала в Ставропольский край, а затем в Сибирь и северный Казахстан.
После освобождения Крыма от фашистов, 12 августа 1944 года было принято постановление № ГОКО-6372с «О переселении колхозников в районы Крыма» по которому в район из областей Украины и России переселялись семьи колхозников, а в начале 1950-х годов последовала вторая волна переселенцев из различных областей Украины. С 25 июня 1946 года Анновка в составе Крымской области РСФСР. В 1954 году село передано в состав Украинской ССР. В 1957 году Анновку переименовали в Коммунары, в том же году местное хозяйство вошло в состав колхоза им. Калинина, видимо, тогда же включили в Калининский сельсовет: на 15 июня 1960 года село уже числилось в его составе. По данным переписи 1989 года в селе проживало 622 человека. С 12 февраля 1991 года село в восстановленной Крымской АССР, 26 февраля 1992 года переименованной в Автономную Республику Крым. С 21 марта 2014 года в составе Крыма аннексировано Россией.
12 мая 2016 года парламент Украины, не признающий российскую аннексию, принял постановление о переименовании села в Ираде (укр. Іраде), в соответствии с законами о декоммунизации, однако данное решение не вступает в силу до «возвращения Крыма под общую юрисдикцию Украины».